# SYN3
SYN3‏ (Synapsin III) هوَ بروتين يُشَفر بواسطة جين SYN3 في الإنسان.